# Vélez-Rubio
Vélez-Rubio là một đô thị thuộc tỉnh Almería, ở cộng đồng tự trị Andalusia, Tây Ban Nha. Đô thị này có diện tích 282 km², dân số năm 2005 là 7037 người.

## Biến động dân số
| 1999  | 2000  | 2001  | 2002  | 2003  | 2004  | 2005  |
| ----- | ----- | ----- | ----- | ----- | ----- | ----- |
| 6,502 | 6,519 | 6,472 | 6,592 | 6,736 | 6,905 | 7,037 |

Nguồn: INE (Tây Ban Nha)